# Crocosia phaeocraspis
Crocosia phaeocraspis là một loài bướm đêm thuộc phân họ Arctiinae, họ Erebidae.